# Liste der denkmalgeschützten Objekte in Obernberg am Brenner
Die Liste der denkmalgeschützten Objekte in Obernberg am Brenner enthält die 11 denkmalgeschützten, unbeweglichen Objekte der Gemeinde Obernberg am Brenner.

## Denkmäler
| Foto |                 | Denkmal                                                                                     | Standort                                    | Beschreibung | Metadaten |
| ---- | --------------- | ------------------------------------------------------------------------------------------- | ------------------------------------------- | --- | --- |
| ja   | Datei hochladen | Bauernhaus Oberhaidegger HERIS-ID: 57131 Objekt-ID: 66882 TKK: 49158                        | Außertal 33 Standort KG: Obernberg          | Hausspruch am östlichen Bundwerk, bezeichnet mit 1781. | BDA-Hist.: Q38074771 Status: Bescheid Stand der BDA-Liste: 2025-06-30 Name: Bauernhaus Oberhaidegger GstNr.: 337/21, 337/3                                                |
| ja   | Datei hochladen | Hanser-Bildstock HERIS-ID: 40009 Objekt-ID: 39883 TKK: 49142                                | bei Außertal 33 Standort KG: Obernberg      | Beim (?) Bauernhaus Oberhaidegger. Kapellenartiger Bau mit Nische und Satteldach aus der 2. Hälfte des 18. Jahrhunderts. Fresken Gottvater und Madonna von Maria Waldrast. | BDA-Hist.: Q37992145 Status: Bescheid Stand der BDA-Liste: 2025-06-30 Name: Hanser-Bildstock GstNr.: 337/21                                                               |
| ja   | Datei hochladen | Frader-Mühle HERIS-ID: 40008 Objekt-ID: 39882 TKK: 49143, 61632                             | westlich Außertal 34 Standort KG: Obernberg | Östlich der Pfarrkirche hl. Nikolaus: Zwei Mühlen in Blockbauweise, einander gegenüberliegend, mit Gerstenstampfe. | BDA-Hist.: Q37992133 Status: Bescheid Stand der BDA-Liste: 2025-06-30 Name: Frader-Mühle GstNr.: .118 Frader-Mühle                                                        |
| ja   | Datei hochladen | Mühle Außerthal, Michelsmühle HERIS-ID: 40011 Objekt-ID: 39885 TKK: 61632                   | westlich Außertal 34 Standort KG: Obernberg | Siehe Frader-Mühle. | BDA-Hist.: Q37992168 Status: Bescheid Stand der BDA-Liste: 2025-06-30 Name: Mühle Außerthal, Michelsmühle GstNr.: .44 Frader-Mühle                                        |
| ja   | Datei hochladen | Hanser-Kreuz HERIS-ID: 103918 Objekt-ID: 120484 TKK: 49146                                  | nahe Außertal 34 Standort KG: Obernberg     | Das Wegkreuz (Dreinageltypus, Dornenkrone) im Kreuzkasten hat leicht geschweifte und gezahnte Giebelbretter, es ist in der Art des 17. Jahrhunderts gehalten. Am Kreuzstamm Inschriftentafel (bez. 1852) über die Herkunft des Kreuzes mit Darstellung des Gnadenbildes Mariahilf zwischen zwei geistlichen Adoranten und Armen Seelen.                                                                                 | BDA-Hist.: Q37798585 Status: § 2a Stand der BDA-Liste: 2025-06-30 Name: Hanser-Kreuz GstNr.: 335/13                                                                       |
| BW   | Datei hochladen | Ungerank-Kreuz, Pestkreuz HERIS-ID: 103923 Objekt-ID: 120490 TKK: 49149                     | bei Außertal 39 Standort KG: Obernberg      | Das qualitätvolle Wegkreuz beherbergt einen Korpus vermutlich aus dem 18. Jahrhundert in einem neuen Bretterkasten aus dem Jahre 1904. Der Korpus ist ein Dreinageltypus mit dreiteiligem Strahlenkranz und einzeiligem Titulus. | BDA-Hist.: Q37798593 Status: § 2a Stand der BDA-Liste: 2025-06-30 Name: Ungerank-Kreuz, Pestkreuz GstNr.: 1054                                                            |
| ja   | Datei hochladen | Kath. Pfarrkirche hl. Nikolaus und Friedhof HERIS-ID: 55749 Objekt-ID: 64571 TKK: 19476     | südlich Außertal 39 Standort KG: Obernberg  | Spätbarocker Neubau, 1760 von Johann Michael Umhauser, mit hohem schlankem Turm auf einem Hügel von einer Friedhofsmauer umgeben. Deckenmalerei und Deckenbilder und Altarblätter der Rokokoaltäre aus 1760, Christoph Anton Mayr zugeschrieben. Statuen um 1760, Johann Perger zugeschrieben. Drei Tragbilder von Franz Prenseisen. Kreuzwegbilder von Josef Strasser aus 1850. Orgel von Josef Reinisch aus 1828 (?). | BDA-Hist.: Q38067662 Status: § 2a Stand der BDA-Liste: 2025-06-30 Name: Kath. Pfarrkirche hl. Nikolaus und Friedhof GstNr.: .45, 357 St. Nikolaus (Obernberg am Brenner)  |
| ja   | Datei hochladen | Alte Kirchensäge HERIS-ID: 55748 Objekt-ID: 64570 TKK: 49193                                | Eben Standort KG: Obernberg                 | Schmale lange Säge unter einem Satteldach am Seebach. | BDA-Hist.: Q38067653 Status: § 2a Stand der BDA-Liste: 2025-06-30 Name: Alte Kirchensäge GstNr.: .71                                                                      |
| ja   | Datei hochladen | Hofkapelle, Kapelle im Innertal, Tanler-Kapelle HERIS-ID: 40010 Objekt-ID: 39884 TKK: 49140 | östlich Gereit 51 Standort KG: Obernberg    | Kapelle in Innertal: Rechteckiger Bau mit Tonnengewölbe und Stichkappen unter einem Satteldach mit Rundbogenportal und darüber ein Dreipass aus der 2. Hälfte des 17. Jahrhunderts. | BDA-Hist.: Q37992155 Status: Bescheid Stand der BDA-Liste: 2025-06-30 Name: Hofkapelle, Kapelle im Innertal, Tanler-Kapelle GstNr.: 595                                   |
| BW   | Datei hochladen | Lourdeskapelle, Waldbauern-Kapelle HERIS-ID: 103903 Objekt-ID: 120468 TKK: 49141            | bei Gereit 61 Standort KG: Obernberg        | Im tonnengewölbten Innenraum der gemauerten, rechteckigen Kapelle – mit Rundapsis, Satteldach und einfacher Putzgliederung – befindet sich eine Lourdesgrotte. | BDA-Hist.: Q37798509 Status: § 2a Stand der BDA-Liste: 2025-06-30 Name: Lourdeskapelle, Waldbauern-Kapelle GstNr.: 730/1                                                  |
| ja   | Datei hochladen | Kapelle Unserer Lieben Frau am See, Seekapelle HERIS-ID: 45270 Objekt-ID: 46483 TKK: 49139  | Obernberg Standort KG: Obernberg            | Kapelle am Obernberger See: Der kleine überkuppelte Zentralbau mit einem Dachreiter über einem Vorjoch wurde 1935 gebaut. Die Fresken in der Kuppel und im Chor Krönung Mariens und Heilige aus 1938 sind von Carl Rieder. | BDA-Hist.: Q24196154 Status: Bescheid Stand der BDA-Liste: 2025-06-30 Name: Kapelle Unserer Lieben Frau am See, Seekapelle GstNr.: .214 Seekapelle (Obernberg am Brenner) |

## Ehemalige Denkmäler
| Foto |                 | Denkmal                                                                        | Standort                            | Beschreibung | Metadaten                                                                                                 |
| ---- | --------------- | ------------------------------------------------------------------------------ | ----------------------------------- | --- | --- |
| BW   | Datei hochladen | Tummeler-Kasten HERIS-ID: 104017 Objekt-ID: 120607 TKK: 49175von 2020 bis 2020 | bei Frade 72 Standort KG: Obernberg | Der eingeschoßige Getreidekasten mit Satteldach ist am Türsturz inschriftlich mit 1677 datiert. Das Objekt wurde abgetragen und im September 2020 im Kramsacher Museum Tiroler Bauernhöfe in der Nachbarschaft zum Wipptaler Hof wieder aufgestellt. Anmerkung: Objekt nicht abgegangen, sondern nach Kramsach (Listeneintrag) transferiert. | BDA-Hist.: Q105646741 Status: Bescheid Stand der BDA-Liste: 2020-02-29 Name: Tummeler-Kasten GstNr.: 1008 |